# Modejournalismus
Modejournalismus ist als Teilbereich des Kulturjournalismus ein journalistisches Special-Interest-Themengebiet, das sich mit den Themen Mode, Lifestyle, Fotografie und Styling befasst. Als journalistisches Arbeitsfeld gewinnt es zunehmend an Bedeutung.

## Geschichte
Die Geschichte des Modejournalismus beginnt im 18. Jahrhundert. 1786 wird erstmals ein Modemagazin mit dem Namen „Journal des Luxus und der Moden“ durch die Verleger Friedrich Justin Bertuch und Georg Melchior Kraus veröffentlicht. Es deckte eine breite Palette von Themen ab und enthielt Berichte über Mode, Musik, Gartengestaltung und Politik, die rund 25.000 Leser erreichten. 1827 wurde das Magazin eingestellt. Einige Zeit später erschien die Vogue auf dem Markt. Die Modezeitschrift des Herausgebers Arthur Baldwin Turnure wurde zum Leitmedium. In der Weimarer Republik wurde in Berlin die Modezeitschrift Der Silberspiegel publiziert. Nach dem Ende des Zweiten Weltkrieges gab es ein enormes Wachstum für den Modejournalismus, da nicht mehr allein die Existenzsicherung für die Bevölkerung im Vordergrund stand. Sie konnte sich mehr Luxusgüter leisten. So entstanden Modemessen, auf der die Designer ihre Kreationen präsentierten. Durch das Internet gibt es eine weitere Entwicklung in Form von Homepages und Mode-Blogs.

## Aufgabe
Modejournalisten berichten in Wort und Bild, mono- wie crossmedial. Sie veröffentlichen sowohl in klassischen Modejournalen als auch in Tageszeitungen, Wochenzeitungen, Fachzeitschriften und vermehrt auch Online oder via Social Media. Ihre Aufgabe ist das Vermitteln von Mode und ihren Trends sowie die Kontextualisierung von gesellschaftlichen und kulturellen Themen und Trends. Fachjournalisten dagegen berichten über die wirtschaftlichen Hintergründe der Modebranche. Mode-Blogger und sogenannte Influencer spielen zunehmend eine wesentliche Rolle bei der Berichterstattung über Mode. Ein weiterer Aspekt ist der Service-Journalismus. Modejournalisten berichten aber nicht nur, sondern sie inszenieren Mode als Stylisten sowohl in Bildern (Fotostrecken) als auch im Bereich Bewegtbild (Clips).

## Ausbildung
Mehrere Wege führen in den Modejournalismus: entweder über eine Modeschule oder über den klassischen Feuilleton-Journalismus.
Folgende private Schulen und Hochschulen bieten Modejournalismus an:
- AMD Akademie Mode & Design – dreijährige Ausbildung in Modejournalismus/Medienkommunikation mit integriertem Bachelor. Abschluss: Fashion Management and Communication B.A.[4]
- AMD Akademie Mode & Design – siebensemestriger internationaler, bilingualer Bachelor-Studiengang Fashion Journalism and Communication B.A.[4]
- FDI Fashion Design Institut – dreijährige Ausbildung zum internationalen Fashion-Journalismus sowie vierjährige Ausbildung inkl. Studium mit dem Abschluss MA Fashion Communication and Styling durch die IED Milano.[5]